# Teleskopabborre
Teleskopabborre, Epigonus telescopus, är en fisk i familjen djuphavsabborrfiskar som framför allt finns i östra Atlanten.

## Utseende
Teleskopabborren påminner om havsabborren, men är mycket mindre; maxlängden är 75 cm, och arten blir oftast inte mycket längre än 55 cm. Kroppen är långsträckt med stora fjäll, och har en brunlila till nästan svart färg. Munhålan är svart, och ögonen är mycket stora. Gällocken är försedda med två taggar. Den har två, tämligen höga ryggfenor.

## Vanor
Ungfiskarna är pelagiska, medan de vuxna djuren övervägande vistas vid eller nära mjuka bottnar. Den förekommer på djup mellan 75 och 1 200 m, även om den är vanligast mellan 300 och 800 m. Arten livnär sig av småfisk och djurplankton. Den kan bli mycket gammal; en ålder på 104 år har konstaterats.

## Utbredning
Arten finns framför allt i östra Atlanten från Island till Kanarieöarna samt i Sydöstatlanten, Indiska oceanen och sydvästra Stilla havet från Sydöstafrika till Sydvästafrika och vidare till Nya Zeeland. Påträffad utanför Nordamerikas kust och vid Norge. 